# 2003 KO20
2003 KO20, também escrito como 2003 KO20, é um objeto transnetuniano que está localizado no Cinturão de Kuiper, uma região do Sistema Solar. Este corpo celeste é classificado como um cubewano. Ele possui uma magnitude absoluta de 6,4 e tem um diâmetro estimado com 231 km.

## Descoberta
2003 KO20 foi descoberto no dia 30 de maio de 2003 pelo astrônomo Marc W. Buie.

## Órbita
A órbita de 2003 KO20 tem uma excentricidade de 0,039 e possui um semieixo maior de 44,055 UA. O seu periélio leva o mesmo a uma distância de 42,322 UA em relação ao Sol e seu afélio a 45,787 UA.